# 文喜相
文 喜相（ムン・ヒサン、1945年4月14日 - ）は、韓国の政治家。2018年7月13日から2020年5月29日まで国会議長を務めた。
本貫は南平文氏、カトリック教徒。

## 来歴・人物
元野球選手・野球指導者の金永祚は岳父。韓国の無形文化財に指定されている伽倻琴散調および併唱の芸能保有者（人間文化財）であるムン・ジェスクは妹、元国家情報院第二次長の李相業はその夫、伽倻琴演奏者のイ・スルギと女優のイ・ハニは姪に当たる。
1980年代に金大中の下で民主化運動を行う。1988年の国会議員選挙で出身地の京畿道議政府市選挙区に平和民主党（金大中総裁）から初出馬するが落選。
1992年の国会議員選挙に民主党から出馬し初当選。
1996年には新政治国民会議から出馬しふたたび落選するが、2000年に新千年民主党から出馬して返り咲き、以後、通算6回当選（2004年からは議政府市選挙区が分割されたため議政府市甲選挙区から出馬）。この間、金大中大統領の下で大統領府政務首席や国家情報院企画調整室長を、盧武鉉大統領の下で大統領秘書室長や政務特別補佐官を務めた他、新千年民主党最高委員、開かれたウリ党議長、国会副議長などを歴任。韓日議員連盟会長も務めた。

## 政策・主張
派閥色が薄く、民主統合党が2012年大統領選挙で敗北直後に非常対策委員長を務めた他、朴映宣院内代表の離党問題で内紛状態となった新政治民主連合でも非常対策委員長に選出されるなど、選挙の敗北などで党が混乱した度毎に党を取りまとめる立場に推されることが多い。
2017年5月、文在寅大統領の特使として来日。日本の内閣総理大臣安倍晋三との会談の中で日韓シャトル外交の復活や日本の慰安婦問題を取り上げたほか、民進党代表蓮舫らとも会談を行った。

### 天皇謝罪要求
2019年2月7日、ブルームバーグのインタビューに応じた際に、慰安婦問題について、日本の首相または天皇の謝罪の必要性に言及し、「一言でいいのだ。日本を代表する首相かあるいは、私としては間もなく退位される天皇が望ましいと思う。その方は戦争犯罪の主犯の息子ではないか。そのような方が一度おばあさんの手を握り、本当に申し訳なかったと一言いえば、すっかり解消されるだろう」と発言をした。2019年2月9日、韓国の国会報道官が（文喜相は）天皇が「戦争犯罪の主犯の息子」という表現は用いていないと朝日新聞に説明を行ったことが報道されたが、2019年2月11日、ブルームバーグは文喜相のインタビュー音声データを公開し、“Isn’t he the son of the main culprit of war crimes? So, if a person like that holds the hands of the elderly and says he’s really sorry, then that one word will resolve matters once and for all”と発言したことを裏付けした。同日、文は「戦争犯罪の主犯の息子」の「重要な位置にいる指導者の真心込もった謝罪を強調する脈絡から出た表現」と説明し、「日本の責任ある指導者が、慰安婦に対して、納得できるだけの誠意ある謝罪を行うことが優先されなければならない」「日本側は数十回謝ったと言っているが、私がみるところ、そういったようなことはない」と述べ、発言に対する日本からの批判に対しては「韓日両国間で不必要な論争を望んでもおらず、起きてもいけない」と事態の鎮静化を求めた。
2019年2月12日の衆議院予算委員会で、文の発言が取り上げられると、安倍晋三内閣総理大臣は「不適切な内容を含み極めて遺憾だ」、河野太郎外務大臣も「到底受け入れられるようなものでもないし、極めて無礼な発言」と発言し、日本政府が韓国側に謝罪と撤回を要求したことを明らかにした。同日、菅義偉官房長官も記者会見で「ハイレベルを含む外交ルートを通じ、韓国側に対して、甚だしく不適切な内容を含むものであり極めて遺憾である旨、厳しく申し入れ、強く抗議した。同時に、謝罪と撤回を求めた」と報告した。
同日、文喜相は謝罪と発言の撤回を求められたことに対して「なぜ大きな問題になるのか。 安倍首相まで出てくるのは到底理解できない」と述べ、自身の発言は謝罪する事案ではないと拒絶した。また、日韓間の慰安婦問題の最終的かつ不可逆的な解決を確認した慰安婦問題日韓合意に対しても「合意書が何十件あっても何だというのか」「被害者の最後の許しがあるまで謝れということ」と述べ、「慰安婦問題において最も基本的な問題はただ一つ、心のこもった謝罪」という見解を示した。
韓国政府も魯圭悳韓国外交部報道官が定例会見で文喜相の発言を「慰安婦被害者の方々の名誉・尊厳（の回復）と心の傷を癒やすためには、被害者中心のアプローチにより日本が真摯（しんし）な姿勢を見せる必要性があるという点を強調するための趣旨での言及と承知している」と理解を示した。韓国与党「共に民主党」の洪永杓院内代表も「文議長の発言は慰安婦おばあさんの傷を癒やすために日本側が誠意ある姿勢を見せることを呼びかけたものだ。日本が慰安婦問題に対してただの一度も謝罪らしい謝罪をしなかったという点で、極めて当を得た指摘」と支持し、「いくら否定しても日本の植民地犯罪の事実がなくなるわけではない」「東アジアの未来のために協力しなければならない時期に日本の反省のない時代錯誤的な歴史認識が障害物になってはいけない」と日本側の反発を非難した。
2019年2月14日、日韓議員連盟の姜昌一会長がラジオ番組で「天皇の謝罪を求めた文氏の発言は極めて常識的」と述べ、河野太郎外相の「極めて無礼な発言」という抗議を「他国の国会議長に対する非常に無礼な発言」と批判した。
2019年2月18日、文は聯合ニュースのインタビューで、日本側の反発を「謝罪する側が謝罪せず、私に謝罪しろとは何事か」「盗人猛々しい」と批判し、10年前に天皇から訪韓の仲介を頼まれたときに、「何はともあれ、（慰安婦被害者の）ハルモニ（おばあさん）たちが集まっているところに行き、ひと言『すまない』と言うだけでいい」と助言したと述べたが、21日に日本の宮内庁長官官房総務課報道室は天皇が文喜相と面会した記録がないことを発表し、文の「天皇から訪韓の仲介を頼まれた」という発言は完全否定された。また、朝鮮日報に対するインタビューでは発言撤回の拒否に対する日本からの報復が行われる可能性について「小利を得て大利を失うことであり、子供のいたずらのような話だ」と見解を述べた。
2019年2月22日、韓国外交部は文の発言について「慰安婦の名誉や尊厳、心の傷を癒やすため、真剣な姿勢を見せる必要がある点を強調した趣旨の言及だと日本に説明した」と説明し、「日本の責任ある指導者が、我々の国会議長に対し、自制のない言葉で非難を続けていることは非常に遺憾だ」「政治的に過度に強調することは、韓日関係の未来志向的な発展の助けにならない点を認識すべきだ」と日本を批判した。
2019年6月13日、文はソウル特別市汝矣島の食堂で訪韓中の鳩山由紀夫元首相に面会し「（その発言で）心が傷ついた方々に申し訳なく思う」と話し、鳩山が「韓国人の立場では納得できるが、日本人にとっては天皇まで取り上げたのは失礼だと考えられる問題」と指摘すると、文議長は「全面的に共感する」と同意したことを議長室が発表した。これらの発言の趣旨については、文は「韓日にはおのおのの立場があるということに同意し、（聞いた人が）心を痛めたのなら申し訳ないとの趣旨での発言だ」と統合ニュースに説明を行った。
2019年6月14日、菅義偉官房長官は午前の記者会見で、この報道に対して「鳩山氏との会談なのでコメントは控える」と発言し、日本政府からの論評は行われなかった。
2019年9月、山東昭子参議院議長は、南官杓駐日大使に対し文喜相の発言について抗議。その後、文喜相から山東あてに書簡が届いたが明確な発言の撤回と謝罪がなかったため、山東は改めて文喜相に対し発言の撤回と謝罪を求める書簡を文喜相に送った。11月4日に開催されるG20国会議長会議に出席する文喜相は、事前に山東昭子との会談を要望していたが、山東側はこれを断った。
2019年11月3日、G20国会議長会議に出席するために訪日。訪日に合わせて早稲田大学で11月5日午後5時から講演し、徴用工問題解決にむけて「真の信頼、創意的解決策で未来志向的な韓日関係の修復」と題した講演を行った。この講演は、早稲田大学国際和解学研究所と高麗大学平和民主研究所が共同で開催したもので、副総長の須賀晃一、地域地域間研究機構長の吉野孝が歓迎の辞を述べ、国際和解学研究所長の浅野豊美が司会を務め、高麗大学平和民主研究所長の朴鴻奎が議長を紹介して開始された。参加学生は200名近くになり、外には街宣車や警官がつめかけ、中には主要テレビがカメラを持ち込み講演を録画した。
早稲田大学における講演内容は、「金大中を救ってくれた日本の国民とメディア、そして日本政府の恩を忘れない」「ある外信の報道で日本の方々の心を傷つけてしまったこと」を「お詫び申し上げる」、「（現下の危機の）深刻さは危険水準で」あり「韓国の国内立法によって」「迅速に解決策を作らなければならない」という三つの柱を基調とするものであり、韓国の国会議長が歴史上初めて、日本の言論空間で公式に謝罪した最初の事例であり、学生たちの講演内容に関するアンケートも全文公開されており概ね好評であった。しかし学生だけしか参加が許されない会場に紛れ込んだ右翼ジャーナリストから上皇に謝罪を求めるヤジを受けた。
　講演に引き続いて、第二部のシンポジウムが開催されたが、当日は、この案が局面打開につながる可能性があると、大いに期待された。しかし、日韓議員連盟の河村建夫幹事長や亀井静香と会談し、会談後に河村からは、文喜相が上皇に謝罪の手紙を送ったとする話が語られたが、後日、国会報道官室を通じて「日本の一部メディアに報じられた文議長の天皇宛てに送った謝罪の手紙は全く事実ではない」とされた。講演会における謝罪が、上皇への発言によって心を傷つけられた日本の人々へのお詫びであったことから、誤解があったものと考えられる。

### 中国訪問
2019年5月7日、2泊3日のスケジュールで中華人民共和国を国会議長として公式訪問。しかしながら習近平主席（総書記）との会談は行われず、栗戦書常務委員長（序列3位）などとの会談および夕食会、王岐山国家副主席（序列8位）、王東明常務副委員長との会談などにとどまった。

### 徴用工
2019年12月5日、国会議長室は前月に文喜相が訪日した際に披露した徴用工問題解決のための法案説明会を実施。日本と韓国の企業が自発的に拠出する寄付金と個人の寄付金を賠償にあてる内容で、試案段階で言及していた和解・癒やし財団が解散した際に残った額を投入する内容は含まれていない。この法案に対して元徴用工らの支援団体である正義連は、当事者の意見を反映していないとして反対を表明している。

## 息子の選挙区世襲論争
議長と議員の退任直前に行われた第21代総選挙に共に民主党議政府甲選挙区常任副委員長を務めた息子が同じ選挙区で民主党から出馬しようとしたが、党内外から世襲政治家との批判が噴出したため、一旦出馬を撤回した。しかし、党が議政府にゆかりがない呉永煥を戦略公認すると、息子が反発し、離党して無所属での出馬を表明した。投票の結果、息子が得票率8.5%で落選した。

## 略歴
1945年3月3日：京畿道楊州郡議政府邑佳陵里（現：議政府市佳陵洞）生まれ

### 学歴
- 1963年：景福高等学校卒業
- 1968年：ソウル大学法学科卒業

### 軍歴
- 海軍法制担当官（中尉）

### 経歴
- 1992年〜1996年：第14代国会議員（民主党→新政治国民会議）京畿道議政府市選挙区
- 1998年2月：大統領府政務首席
- 1998年5月：国家安全企画部企画調整室長
- 1999年1月：国家情報院企画調整室長
- 2000年〜2003年3月：第16代国会議員（新千年民主党）京畿道議政府市選挙区
- 2002年：
  - 新千年民主党最高委員
  - 新千年民主党大統領選挙企画団長
- 2003年：大統領秘書室秘書室長
- 2004年：
  - 大統領政務特別補佐官
  - ヨルリン・ウリ党常任顧問
  - 韓日議員連盟会長
- 2004年〜2008年：第17代国会議員（開かれたウリ党→大統合民主新党）京畿道議政府市甲選挙区
- 2005年4月〜10月：ヨルリン・ウリ党議長
- 2008年〜2012年：第18代国会議員（民主党→民主統合党）京畿道議政府市甲選挙区
- 2008年7月16日〜2010年5月29日：第18代国会前半期副議長
- 2011年：
  - 「進歩改革の集い」共同代表
- 2012年〜2016年：第19代国会議員（民主統合党→民主党→新政治民主連合）京畿道議政府市甲選挙区
- 2013年1月〜5月：民主統合党非常対策委員長
- 2014年9月18日〜2015年2月8日：新政治民主連合非常対策委員長
- 2016年〜現在：第20代国会議員（共に民主党）京畿道議政府市甲選挙区
- 2017年5月17日：文在寅大統領の特使として来日。
- 2018年7月13日：国会議長就任。
- 2020年5月：国会議員の任期満了と共に政界引退。
- 他に大韓アイスホッケー協会会長を務めたことがある[3]。

## 著書
- 국민의 정부의 개혁방향과 과제（国民の政府の改革方向と課題）1999年
- 생각을 바꾸면 세상이 바뀐다（考えを変えれば世界が変わる）2003年